# تجاوز جنسی در ایالات متحده
تجاوز جنسی در ایالات متحده توسط وزارت دادگستری ایالات متحده، از وزارتخانه‌های دولت فدرال آمریکا که وظیفهٔ اجرای قانون را بر عهده دارد به این صورت تعریف می‌شود: «دخول، هر چند خفیف، به واژن یا مقعد یا نفوذ دهانی توسط اندام جنسی شخص دیگری، بدون رضایت شخص دیگر است.» تعاریف و اصطلاحات تجاوز جنسی بر اساس حوزه قضایی در ایالات متحده متفاوت است.
یک مطالعه در سال ۲۰۱۳ نشان داد که تجاوز جنسی ممکن است به درستی در ایالات متحده گزارش نشده باشد. علاوه بر این، مطالعه‌ای در سال ۲۰۱۴ نشان داد که ادارات پلیس ممکن است تا حدی برای ایجاد توهم موفقیت در مبارزه با جرایم خشن، تجاوز جنسی را از سوابق رسمی حذف یا کم شمارش کنند.
برای سال ۲۰۱۳، آخرین سال گزارش شده، نرخ گسترش سالانه برای تمام تجاوزات جنسی از جمله تجاوز جنسی ۰٫۱٪ بوده‌است. نرخ گسترش سالانه تعداد قربانیان در هر سال را نشان می‌دهد، به جای تعداد تجاوزات، زیرا برخی از قربانیان بیش از یک بار در طول یک سال گزارش قربانی تجاوز شده‌اند. این نظرسنجی شامل مردان و زنان بالای ۱۲ سال است. از آنجایی که تجاوزها زیرمجموعه همه تجاوزات جنسی هستند، گسترش تجاوز جنسی کمتر از آمار ترکیبی است. اداره آمار دادگستری بیان کرد که ۳۴٫۸ درصد از این حملات به پلیس گزارش شده‌است که این رقم در سال ۲۰۰۴ حدود ۲۹٫۳٪ درصد بود.

## آمار و داده‌ها

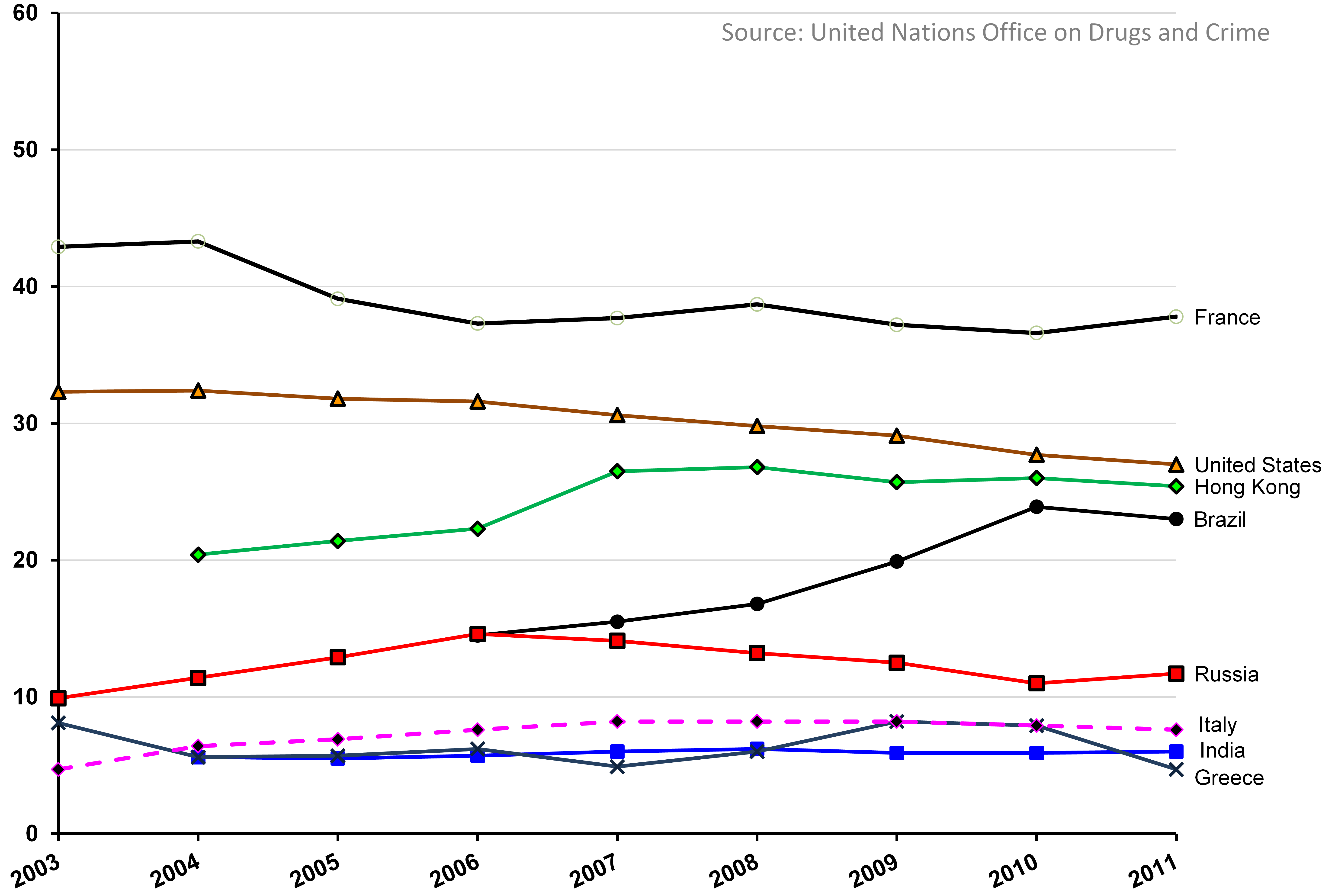
تجاوز سالانه و همه اشکال تجاوز جنسی به ازای هر ۱۰۰۰۰۰ نفر، در کشورهای مختلف، ۲۰۰۳–۲۰۱۱.

سازمان ملی خشونت علیه زنان (NVAWS) گزارش داد که سالانه ۳۰۰۰۰۰ زن و ۹۳۰۰۰ مرد بین نوامبر ۱۹۹۵ تا مه ۱۹۹۶ مورد تجاوز جنسی قرار گرفته‌اند میزان تجاوز جنسی در بین زنان در ایالات متحده یعنی درصد زنانی که تاکنون حداقل یک بار در طول زندگی خود تجاوز جنسی را تجربه کرده‌اند طبق مطالعات مختلف در محدوده ۱۵ تا ۲۰ درصد است. یک مطالعه ملی در سال ۲۰۰۷ برای وزارت دادگستری در مورد تجاوز، این میزان را ۱۸ درصد را نشان داد.
بر اساس گزارش مارس ۲۰۱۳ از اداره آمار دادگستری وزارت دادگستری ایالات متحده، از سال ۱۹۹۵ تا ۲۰۱۰، نرخ تخمینی تعرض یا تجاوز جنسی به زنان ۵۸٪ کاهش یافته‌است.
در چهار دهه گذشته، تجاوز جنسی رو به کاهش بوده‌است. بر اساس نظرسنجی ملی قربانیان جنایت، نرخ تعدیل شده سالانه قربانی تجاوز جنسی از حدود ۲٫۴ به ازای هر ۱۰۰۰ نفر (سن ۱۲ سال و بالاتر) در سال ۱۹۸۰ کاهش یافته‌است. چندین توضیح از جمله قوانین سخت‌تر و آموزش در مورد امنیت برای زنان برای این امار وجود دارد.

### جمعیت‌شناسی مهاجمان و قربانیان
دفتر تحقیقات فدرال، نهادی دولتی وابسته به وزارت دادگستری ایالات متحدهٔ آمریکا همچنین پرونده‌های داده‌ای را جمع‌آوری کرده‌است که شامل قربانیان و مرتکبین جرایم جنسی است:
بیشتر تحقیقات و گزارش‌های مربوط به تجاوز جنسی تا به امروز بر روی انواع زن-مرد تجاوز متمرکز شده‌است. تجاوز جنسی مرد-مرد و زن-مرد هنوز به‌طور کامل مورد تحقیق کامل قرار نگرفته‌است و تقریباً هیچ تحقیقی در مورد تجاوز جنسی زن-زن انجام نشده‌است.
گزارشی در سال ۱۹۹۷ توسط اداره آمار دادگستری ایالات متحده نشان داد که ۹۱٪ قربانیان تجاوز جنسی زن و ۹٪ مرد هستند و ۹۹٪ از دستگیرشدگان تجاوز جنسی مرد هستند. : 10 
مطالعه‌ای در سال ۲۰۱۴ توسط اداره آمار دادگستری در مورد آمار تجاوز جنسی در دانشگاه از داده‌های سازمان ملی قربانیان جنایت جمع‌آوری شده از سال ۱۹۹۵ تا ۲۰۱۳، نشان می‌دهد که تجاوز جنسی در کالج مستقل از نژاد است. سازمان ملی خشونت علیه زنان نشان داد که ۳۴ درصد از پاسخ دهندگان زن سرخپوست آمریکایی در طول زندگی خود تجاوز جنسی را تجربه کرده‌اند و متجاوز اکثراً غیر بومی بوده‌اند.
| سال  | متخلفان                            | متخلفان                         | متخلفان                        | قربانیان                         | قربانیان                           | قربانیان                    |
| سال  | نر                                 | زن                              | ناشناخته                       | نر                               | زن                                 | ناشناخته                    |
| ---- | ---------------------------------- | ------------------------------- | ------------------------------ | -------------------------------- | ---------------------------------- | --------------------------- |
| 2012 | ۶۵٬۰۷۱ (اجباری) ۵٬۸۵۹ (غیر اجباری) | ۳٬۸۵۳ (اجباری) ۵۴۱ (غیر اجباری) | ۱٬۵۱۷ (اجباری) ۸۶ (غیر اجباری) | ۱۱٬۴۷۱ (اجباری) ۶۲۹ (غیر اجباری) | ۶۱٬۴۸۶ (اجباری) ۵٬۸۵۹ (غیر اجباری) | ۱۷۵ (اجباری) ۵ (غیر اجباری) |
| 2013 | ۶۲۲۸۰ (اجباری) ۵٬۳۹۶ (غیر اجباری)  | ۳٬۸۴۶ (اجباری) ۵۳۰ (غیر اجباری) | ۱٬۴۸۶ (اجباری) ۷۷ (غیر اجباری) | ۱۰۹۶۱ (اجباری) ۶۴۳ (غیر اجباری)  | ۵۸٬۹۸۱ (اجباری) ۵٬۵۱۱ (غیر اجباری) | ۲۰۲ (اجباری) ۹ (غیر اجباری) |
| 2014 | ۶۲٬۳۹۳ (اجباری) ۴۸۰۴ (غیر اجباری)  | ۴۰۳۴ (اجباری) ۴۹۸ (غیر اجباری)  | ۱۶۷۸ (اجباری) ۵۱ (غیر اجباری)  | ۱۰٬۸۲۱ (اجباری) ۵۹۰ (غیر اجباری) | ۵۹٬۸۷۵ (اجباری) ۴٬۸۸۸ (غیر اجباری) | ۲۳۲ (اجباری) ۶ (غیر اجباری) |
| 2015 | ۶۶٬۵۴۵ (اجباری) ۴٬۷۱۲ (غیر اجباری) | ۴٬۳۹۱ (اجباری) ۴۷۳ (غیر اجباری) | ۲۰۶۹ (اجباری) ۵۲ (غیر اجباری)  | ۱۱٬۴۶۳ (اجباری) ۵۲۰ (غیر اجباری) | ۶۴۲۰۲ (اجباری) ۴٬۸۳۶ (غیر اجباری)  | ۲۲۵ (اجباری) ۳ (غیر اجباری) |
| 2016 | ۷۳٬۲۴۹ (اجباری) ۴٬۵۸۸ (غیر اجباری) | ۴۵۸۰ (اجباری) ۵۱۶ (غیر اجباری)  | ۲۱۷۴ (اجباری) ۷۴ (غیر اجباری)  | ۱۲٬۱۴۶ (اجباری) ۶۳۷ (غیر اجباری) | ۷۱۱۸۰ (اجباری) ۴٬۷۲۳ (غیر اجباری)  | ۲۸۵ (اجباری) ۶ (غیر اجباری) |
| 2017 | ۷۹٬۶۳۵ (اجباری) ۴٬۸۵۹ (غیر اجباری) | ۴۸۸۷ (اجباری) ۵۱۶ (غیر اجباری)  | ۲٬۴۴۸ (اجباری) ۶۹ (غیر اجباری) | ۱۲۶۳۲ (اجباری) ۶۸۲ (غیر اجباری)  | ۷۸٬۳۰۸ (اجباری) ۴٬۹۲۲ (غیر اجباری) | ۲۶۸ (اجباری) ۹ (غیر اجباری) |
| 2018 | ۹۱٬۸۳۸                             | ۶۰۰۲                            | ۳٬۰۲۴                          | ۱۴٬۳۶۵                           | ۹۱٬۲۱۹                             | ۳۲۴                         |
| 2019 | ۱۰۵٬۰۳۰                            | ۶۹۲۰                            | ۳٬۲۳۰                          | ۱۶۲۶۳                            | ۱۰۴۷۲۰                             | ۳۴۸                         |

نظرسنجی در سال ۲۰۱۰ نشان داد که ۱۳٫۱ درصد از لزبین‌ها، ۴۶٫۱ درصد از زنان دوجنسگرا و ۱۷٫۴ درصد از زنان دگرجنسگرا مورد تجاوز جنسی، تجاوز فیزیکی یا تعقیب قرار گرفته‌اند.

#### رابطه مهاجم و قربانی
بررسی روابط بین قربانی و متجاوز به صورت زیر بوده‌است:
| رابطه قربانی با متجاوز قبل از حادثه | رابطه قربانی با متجاوز قبل از حادثه |
| ----------------------------------- | ----------------------------------- |
| شریک صمیمی فعلی یا سابق             | ۲۶٪                                 |
| یکی دیگر از بستگان                  | ۷٪                                  |
| دوست یا آشنا                        | ۳۸٪                                 |
| غریبه                               | ۲۶٪                                 |

حدود چهار مورد از هر ده تجاوز جنسی در خانه خود قربانی صورت گرفته‌است. : 3 
سناتور آمریکایی مارتا مکسلی، از آریزونا، در جلسه سنا دربارهٔ تجاوز جنسی در ارتش گفت که توسط یک افسر مافوق نیروی هوایی ایالات متحده مورد تجاوز قرار گرفته‌است. او اولین خلبان زن جنگی در نیروی هوایی ایالات متحده بود. مکسلی گفت که هرگز آن را گزارش نکرده‌است، زیرا بسیاری از مردم به سیستم اعتماد ندارند. پس از آن او خود را سرزنش می‌کند، شرمنده و گیج شده و فکر می‌کند قوی است اما باعث شده‌است که احساس ناتوانی کند.
گزارش وزارت دادگستری در سال ۲۰۱۴ تخمین زده‌است که تنها ۳۴٫۸ درصد از موارد تجاوز جنسی به مقامات گزارش شده‌است.
هنگامی که مدارک کافی DNA یا جراحت از بدن یک زن تهیه می‌شد، احتمال بیشتری داشت که روند قانونی پیگرد را دنبال کند. زنانی که اغلب تجاوز جنسی اجباری را تجربه می‌کردند، نسبت به زنانی که تجاوز جنسی اجباری را تجربه نمی‌کردند، کمتر از روند قانونی پیروی می‌کردند.

## برای مطالعهٔ بیشتر
- Brownmiller, Susan (June 1993) [1975]. Against our will: men, women and rape. Fawcett Columbine. p. 472. ISBN 978-0-449-90820-4.
- Anderson, Michelle J. (January 2004). "Prostitution and trauma in U.S. rape law". Journal of Trauma Practice. 2 (3–4): 93–114. doi:10.1300/J189v02n03_04. S2CID 144262034.